# NGC 2025
NGC 2025 je otvoreni skup u zviježđu Stolu. 

## Vanjske poveznice
- SEDS: NGC 2025